# Eonycteris
Eonycteris är ett släkte av däggdjur. Eonycteris ingår i familjen flyghundar.

## Beskrivning
Dessa flyghundar förekommer i södra och östra Asien från centrala Nepal, sydvästra Indien och södra Kina till Halmahera. Habitatet varierar mellan olika slags skogar och odlade områden.
Arterna når en kroppslängd (huvud och bål) av 8,5 till 12,5 cm och svansen är 1 till 3 cm lång. Underarmarnas längd som bestämmer djurets vingspann är 6 till 8,5 cm. Hannar är med en vikt av 55 till 82 gram något tyngre än honor som blir 35 till 78 gram tunga. Hannar har även längre hår vid sin nacke. Pälsens färg är mörkbrun på ryggen och något ljusare på buken. Liksom närbesläktade flyghundar har arterna en lång tunga med borstlika knölar för att slicka nektar och pollen. Eonycteris saknar klo vid andra tån av bakfoten.
Individerna vilar i grottor eller i trädens håligheter. Där bildas stora flockar med några hundra medlemmar. Honor kan troligen para sig hela året och efter cirka 6 månader dräktighet föds oftast en unge, ibland tvillingar. Ungdjuren suger sig för 4 till 6 veckor fast vid en av moderns spenar. Senare får ungen tidvis di tills den är ungefär tre månader gammal. Honor blir könsmogna kort efter första levnadsåret och hannar efter andra levnadsåret.
Dessa flyghundar jagas på Java och Små Sundaöarna för köttets skull. Arterna hotas även av skogsavverkningar. IUCN listar Eonycteris major med kunskapsbrist (DD), Eonycteris robusta som nära hotad (NT) och Eonycteris spelaea som livskraftig (LC).

## Taxonomi
Kladogram enligt Catalogue of Life, Wilson & Reeder (2005) samt IUCN:
| Eonycteris | \| \| Eonycteris major (på Borneo) \| \| \| \| \| \| Eonycteris spelaea (i Sydostasien) \| \| \| \| \| \| Eonycteris robusta (på Filippinerna) \| \| \| \| |
|            | \| \| Eonycteris major (på Borneo) \| \| \| \| \| \| Eonycteris spelaea (i Sydostasien) \| \| \| \| \| \| Eonycteris robusta (på Filippinerna) \| \| \| \| |
|            | Eonycteris major (på Borneo) |
|            | |
|            | Eonycteris spelaea (i Sydostasien) |
|            | |
|            | Eonycteris robusta (på Filippinerna) |
|            | |